# Parasteatoda mundula
Parasteatoda mundula là một loài nhện trong họ Theridiidae.
Loài này thuộc chi Parasteatoda. Parasteatoda mundula được Ludwig Carl Christian Koch miêu tả năm 1872.